# Arnuero
Arnuero est une commune espagnole située dans la communauté autonome de Cantabrie.